# Arrampicata sportiva ai Giochi della XXXIII Olimpiade - Speed maschile
Le gare di speed maschile ai Giochi della XXXIII Olimpiade si sono svolte nel comune di Le Bourget presso il Bourget Sport Climbing dal 6 all'8 agosto 2024.
La competizione è stata vinta dall'indonesiano Veddriq Leonardo, mentre il cinese Wu Peng e lo statunitense Sam Watson si sono aggiudicati rispettivamente la medaglia d'argento e di bronzo.

## Record
Prima della competizione il record del mondo e il record olimpico nella specialità speed erano i seguenti:
| Record mondiale | 4"79 | Sam Watson Stati Uniti | 12 aprile 2024 Wujiang, Cina  |
| Record olimpico | 5"45 | Bassa Mawem Francia    | 2 agosto 2021 Tokyo, Giappone |

## Programma
| Data          | Ora (UTC+2) | Evento                                 |
| ------------- | ----------- | -------------------------------------- |
| 6 agosto 2024 | 13:00       | Qualificazione - Teste di serie        |
| 6 agosto 2024 | 13:35       | Qualificazione - Batterie eliminatorie |
| 8 agosto 2024 | 12:35       | Quarti di finale                       |
| 8 agosto 2024 | 12:46       | Semifinale                             |
| 8 agosto 2024 | 12:54       | Finale                                 |

## Risultati

### Qualificazioni - Teste di serie
Fonte:
| Pos. | Atleta             | Nazione       | Corsia A | Corsia B | Miglior tempo | Note |
| ---- | ------------------ | ------------- | -------- | -------- | ------------- | ---- |
| 1    | Veddriq Leonardo   | Indonesia     | 4"79     | 4"92     | 4"79          | WR   |
| 2    | Amir Maimuratov    | Kazakistan    | 4"89     | 8"45     | 4"89          | PB   |
| 3    | Sam Watson         | Stati Uniti   | 4"91     | 5"29     | 4"91          |      |
| 4    | Matteo Zurloni     | Italia        | 5"16     | 4"94     | 4"94          | PB   |
| 5    | Wu Peng            | Cina          | 5"01     | 5"07     | 5"01          |      |
| 6    | Reza Alipour       | Iran          | 5"06     | 5"18     | 5"06          |      |
| 7    | Yaroslav Tkach     | Ucraina       | 5"11     | 5"13     | 5"11          |      |
| 8    | Bassa Mawem        | Francia       | 5"18     | 5"16     | 5"16          | PB   |
| 9    | Julian David       | Nuova Zelanda | 5"24     | 7"33     | 5"24          | PB   |
| 10   | Shin Eun-cheol     | Corea del Sud | 5"25     | 6"52     | 5"25          |      |
| 11   | Long Jinbao        | Cina          | 6"09     | 5"29     | 5"29          |      |
| 12   | Zach Hammer        | Stati Uniti   | 6"05     | 6"06     | 6"05          |      |
| 13   | Joshua Bruyns      | Sudafrica     | 6"18     | Fall     | 6"18          |      |
| 14   | Rahmad Adi Mulyono | Indonesia     | FS       | 5"07     | FS            |      |

### Qualificazioni - Batterie eliminatorie
Fonte:
| Batteria | Corsia | Atleta             | Nazione       | Tempo | Note  |
| -------- | ------ | ------------------ | ------------- | ----- | ----- |
| 1        | A      | Veddriq Leonardo   | Indonesia     | 4"98  | Q     |
| 1        | B      | Rahmad Adi Mulyono | Indonesia     | 5"13  |       |
| 2        | A      | Amir Maimuratov    | Kazakistan    | 4"94  | Q     |
| 2        | B      | Joshua Bruyns      | Sudafrica     | 5"84  |       |
| 3        | A      | Sam Watson         | Stati Uniti   | 4"75  | Q, WR |
| 3        | B      | Zach Hammer        | Stati Uniti   | Fall  |       |
| 4        | A      | Matteo Zurloni     | Italia        | 5"06  | Q     |
| 4        | B      | Long Jinbao        | Cina          | 5"18  |       |
| 5        | A      | Wu Peng            | Cina          | 5"00  | Q     |
| 5        | B      | Shin Eun-cheol     | Corea del Sud | 7"24  |       |
| 6        | A      | Reza Alipour       | Iran          | 5"26  | q     |
| 6        | B      | Julian David       | Nuova Zelanda | 5"20  | Q, PB |
| 7        | A      | Yaroslav Tkach     | Ucraina       | 5"17  |       |
| 7        | B      | Bassa Mawem        | Francia       | 5"16  | Q, PB |

### Fase finale
|  | Quarti di finale | Quarti di finale | Quarti di finale |                  |                  | Semifinale       | Semifinale   | Semifinale |            |                           | Finale medaglia d'oro     | Finale medaglia d'oro     | Finale medaglia d'oro |  |
|  |                  |                  |                  |                  |                  |                  |              |            |            |                           |                           |                           |                       |  |
|  | Sam Watson       | Sam Watson       | 5"03             |                  |                  |                  |              |            |            |                           |                           |                           |                       |  |
|  | Sam Watson       | Sam Watson       | 5"03             |                  |                  |                  |              |            |            |                           |                           |                           |                       |  |
|  | Julian David     | Julian David     | 5"65             |                  |                  |                  |              |            |            |                           |                           |                           |                       |  |
|  | Julian David     | Julian David     | 5"65             |                  | Sam Watson       | Sam Watson       | 4"93         |            |            |                           |                           |                           |                       |  |
|  |                  |                  |                  |                  | Sam Watson       | Sam Watson       | 4"93         |            |            |                           |                           |                           |                       |  |
|  |                  |                  | Wu Peng          | Wu Peng          | 4"85             |                  |              |            |            |                           |                           |                           |                       |  |
|  | Matteo Zurloni   | Matteo Zurloni   | Wu Peng          | Wu Peng          | 4"85             | 4"997            |              |            |            |                           |                           |                           |                       |  |
|  | Matteo Zurloni   | Matteo Zurloni   |                  |                  |                  |                  |              |            |            |                           |                           |                           |                       |  |
|  | Wu Peng          | Wu Peng          | 4"995            |                  |                  |                  |              |            |            |                           |                           |                           |                       |  |
|  | Wu Peng          | Wu Peng          | 4"995            |                  | Wu Peng          | Wu Peng          | 4"77 PB      |            |            |                           |                           |                           |                       |  |
|  |                  |                  |                  |                  |                  |                  |              |            |            |                           |                           |                           |                       |  |
|  |                  |                  | Veddriq Leonardo | Veddriq Leonardo | 4"75 PB          |                  |              |            |            |                           |                           |                           |                       |  |
|  | Veddriq Leonardo | Veddriq Leonardo | Veddriq Leonardo | Veddriq Leonardo | 4"75 PB          | 4"88             |              |            |            |                           |                           |                           |                       |  |
|  | Veddriq Leonardo | Veddriq Leonardo |                  |                  |                  | 4"88             |              |            |            |                           |                           |                           |                       |  |
|  | Bassa Mawem      | Bassa Mawem      | 5"26             |                  |                  |                  |              |            |            |                           |                           |                           |                       |  |
|  | Bassa Mawem      | Bassa Mawem      | 5"26             |                  | Veddriq Leonardo | Veddriq Leonardo | 4"78 PB      |            |            | Finale medaglia di bronzo | Finale medaglia di bronzo | Finale medaglia di bronzo |                       |  |
|  |                  |                  |                  |                  | Veddriq Leonardo | Veddriq Leonardo | 4"78 PB      |            |            |                           |                           |                           |                       |  |
|  |                  |                  | Reza Alipour     | Reza Alipour     | 4"84 PB          |                  |              |            |            |                           |                           |                           |                       |  |
|  | Amir Maimuratov  | Amir Maimuratov  | Reza Alipour     | Reza Alipour     | 4"84 PB          | 6"14             |              |            | Sam Watson | Sam Watson                | 4"74 WR                   |                           |                       |  |
|  | Amir Maimuratov  | Amir Maimuratov  |                  |                  |                  |                  |              |            | Sam Watson | Sam Watson                | 4"74 WR                   |                           |                       |  |
|  | Reza Alipour     | Reza Alipour     | 5"57             |                  |                  | Reza Alipour     | Reza Alipour | 4"88       |            |                           |                           |                           |                       |  |

## Classifica finale
| Pos.    | Atleta              | Nazionalità   |
| ------- | ------------------- | ------------- |
| Oro     | Veddriq Leonardo    | Indonesia     |
| Argento | Wu Peng             | Cina          |
| Bronzo  | Sam Watson          | Stati Uniti   |
| 4       | Reza Alipour        | Iran          |
| 5       | Amir Maimuratov     | Kazakistan    |
| 6       | Matteo Zurloni      | Italia        |
| 7       | Alberto Gines Lopez | Spagna        |
| 8       | Julian David        | Nuova Zelanda |
| 9       | Yaroslav Tkach      | Ucraina       |
| 10      | Rahmad Adi Mulyono  | Indonesia     |
| 11      | Long Jinbao         | Cina          |
| 12      | Shin Eun-cheol      | Corea del Sud |
| 13      | Joshua Bruyns       | Sudafrica     |
| 14      | Zach Hammer         | Stati Uniti   |
| Fonte:  |                     |               |